# Monodrama
Monodrama je vrsta drame u kojoj je tekst dodijeljen samo jednom liku, koji monološki govori svoj tekst.
Ovaj naziv se prvi put pojavljuje u Njemačkoj, kada je glumac Brandes između 1775. i 1780. godine popularizirao kratki komad za jednog glumca ili glumicu, uz pratnju glazbe ili zbora.
Monodrame su davane u sklopu predstava s tri dramska programa, a često i kao adaptirani dijelovi dužih drama. Na isti način su nastale i duodrame, kratki komadi s dva lica. U realističkom pozorištu monodrama postaje popularna sredinom 8. stoljeća. 
Monodrama može biti i dramski prikaz jednog lika, u kome su, prema teoriji N. Evrejinova, svi likovi samo projekcija različitih stanja duše glavnog junaka. Tako se u kratkoj monodrami samog Evrejinova (U kulisama duše, 1912. g.) smijenjuju, suočavaju i sukobljavaju racionalno, sentimentalno i nesvjesno čovjekovo Ja. Na osnovu ovog teorijskog mjerila, i Krležina legenda Sjena mogla bi se smatrati monodramom.
Istaknute monodrame hrvatskog teatra su komični "Münchhausen" (1998.) redatelja Borisa Kovačevića u izvedbi Vilija Matule o poznatom barunu lažljivcu, "Na rubu pameti" (2004.) u režiji i izvedbi Dragana Despota prema istoimenom romanu Miroslava Krleže i "Dnevnik jednog luđaka" (2015.) redatelja Marjana Nećaka u izvedbi Ozrena Grabarića, prema predlošku Niklaja Vasiljeviča Gogolja.